# Román Martínez
Román Fernando Martínez (Morón, 27 marzo 1983) è un allenatore di calcio ed ex calciatore argentino, di ruolo centrocampista.

## Carriera
Martínez cominciò la sua carriera in un club locale, il Club Deportivo Morón, nel 2000; dopo una stagione superlativa nella terza divisione argentina, Martinez passò al Arsenal de Sarandi nella Primera División argentina.
Nel 2006 Martínez approdò al Tigre, che con il suo aiuto il club ottenne la promozione. Nel campionato 2007, Martínez ha contribuito affinché il Tigre si piazzasse al secondo posto del torneo, il miglior piazzamento della storia della squadra.
Nell'estate del 2008 viene acquistato dall'Espanyol, che l'anno successivo lo cede in prestito al Tenerife. Nel 2010 ritorna al Tigre, sempre con la formula del prestito.
Riscattato dal Tigre nel 2011, nel luglio del 2012 passa a titolo definitivo all'Estudiantes.